# Dionysia balsamea
Dionysia balsamea là một loài thực vật có hoa trong họ Anh thảo. Loài này được Wendelbo & Rech.f. mô tả khoa học đầu tiên năm 1963.